# ورزشگاه تکنولوژیکو
ورزشگاه تکنولوژیکو (انگلیسی: Estadio Tecnológico) یک ورزشگاه فوتبال در شهر مونتری، مکزیک است.
این ورزشگاه که در سال ۱۹۵۰ تأسیس شده دارای ۳۶٬۴۸۵ نفر ظرفیت و میزبان جام جهانی فوتبال ۱۹۸۶ بوده است.